# Møldrup Kommune
Møldrup Kommune i Viborg Amt blev dannet ved kommunalreformen i 1970. Ved strukturreformen i 2007 blev den indlemmet i Viborg Kommune sammen med Bjerringbro Kommune, Fjends Kommune, Karup Kommune, Tjele Kommune og en del af Aalestrup Kommune. 

## Tidligere kommuner
Møldrup Kommune blev dannet ved sammenlægning af 5 sognekommuner:
| Kommune                  | Folketal 1. januar 1970 | Byer             |
| ------------------------ | ----------------------- | ---------------- |
| Hersom-Vester Bjerregrav | 838                     | Bjerregrav       |
| Klejtrup                 | 972                     | Klejtrup         |
| Låstrup-Skals            | 1.963                   | Låstrup og Skals |
| Ulbjerg-Lynderup         | 1.268                   | Ulbjerg          |
| Vester Tostrup-Roum      | 1.788                   | Møldrup          |
| I alt                    | 6.829                   |                  |

## Sogne
Møldrup Kommune bestod af følgende sogne, alle fra Rinds Herred: 
- Hersom Sogn
- Klejtrup Sogn
- Lynderup Sogn
- Låstrup Sogn
- Roum Sogn
- Skals Sogn
- Ulbjerg Sogn
- Vester Bjerregrav Sogn
- Vester Tostrup Sogn

## Borgmestre[2]
| Periode   | Navn            | Parti      |
| --------- | --------------- | ---------- |
| 1970-1982 | Gunnar Sørensen | Lokalliste |
| 1982-1990 | Peder Nielsen   | Venstre    |
| 1990-2006 | Gunnar Korsbæk  | Venstre    |

## Rådhus
Møldrup Kommunes rådhus blev opført i 1973 og lå på Nørregade 15. Det har været udlejet som kontorhotel og er nu lægehus.